# راغودوكة
الراغودوكة (الاسم العلمي: Rhagodoca) هي جنس من العنكبوتيات يتبع الفصيلة الراغودية من رتبة العناكب الجملية

## من أنواع الراغودوكة
- راغودوكة أوغندية
- راغودوكة سميثية
- راغودوكة صبغية
- راغودوكة صغيرة
- راغودوكة صومالية
- راغودوكة طويلة الأشواك
- راغودوكة عديمة البقع
- راغودوكة كبيرة
- راغودوكة كبيرة الرأس
- راغودوكة مزينة